# کشتار چیاکولی
کشتار چیاکولی در ۳۰ ژوئن ۱۹۶۳ در اثر انفجار یک بمب خودرویی در محله چیاکولی، حومه پالرمو رخ داد که منجر به کشته شدن هفت مأمور پلیس و نظامی شد که پس از یک تماس تلفنی ناشناس برای خنثی کردن بمب اعزام شده بودند. این بمب برای سالواتوره "چیاچیتدو" گرکو، رئیس کمیسیون مافیای سیسیل و رئیس خانواده مافیایی چیاکولی طراحی شده بود.
در ابتدا، رئیس مافیا پیرو تورتا به عنوان تحریک کننده اصلی این حمله بمبی در نظر گرفته شد، اما در نهایت مشخص شد که میکله کاواتایو عامل اصلی این حمله بوده است.
این حادثه منجر به واکنش شدید مقامات و موج گسترده ای از دستگیری ها شد که نقطه عطفی در مبارزه با مافیا در دهه ۱۹۶۰ محسوب می شود.
کشتار چیاکولی نقطه اوج جنگ خونین مافیا بین خاندان‌های رقیب در پالرمو در اوایل دهه ۱۹۶۰ بود - که اکنون به عنوان اولین جنگ مافیا شناخته می‌شود (جنگ دوم در اوایل دهه ۱۹۸۰ آغاز شد). این نبردها برای کنترل فرصت‌های سودآور ناشی از رشد سریع شهری و تجارت غیرقانونی هروئین به آمریکای شمالی صورت گرفت. خشونت بی‌سابقه این درگیری بین سال‌های ۱۹۶۱ تا ۱۹۶۳ به کشته شدن ۶۸ نفر انجامید.

## رویدادهای پیشین
در دهه ۱۹۵۰، مافیا منافعی در حوزه‌های زیر توسعه داد:
- املاک شهری
- سفته‌بازی زمین
- ساخت‌وساز بخش عمومی
- حمل‌ونقل تجاری
- بازارهای عمده‌فروشی محصولات کشاورزی و غذایی
این فعالیت‌ها پاسخگوی نیازهای شهر پالرمو بود که بین ۱۹۵۱ تا ۱۹۶۱ حدود ۱۰۰٬۰۰۰ نفر رشد جمعیت داشت.
در این دوره، رابطه‌ای نزدیک بین مافیوزها و سیاستمداران حزب دموکراسی مسیحی مانند سالو لیما و ویتو چانچیمینو شکل گرفت. لیما با چهره‌هایی مانند آنجلو لا باربرا، توماسو بوشتا و فرانچسکو واسالو (کارآفرین ساختمانی) در ارتباط بود.
دوره ۱۹۵۸ تا ۱۹۶۴ که به «غارت پالرمو» معروف شد، زمانی بود که لیما شهردار و چانچیمینو مسئول امور عمومی بود. در این مدت:
- ۴٬۰۰۰ مجوز ساختمانی صادر شد
- بیش از نیمی از مجوزها به نام سه بازنشسته بی‌ارتباط با صنعت ساخت‌وساز ثبت گردید
- این رونق ساخت‌وساز منجر به:
  - تخریب کمربند سبز شهر
  - جایگزینی ویلاهای تاریخی با آپارتمان‌های بلندمرتبه شد
این تحولات زمینه‌ساز جنگ اول مافیا (۱۹۶۳-۱۹۶۱) شد که در نهایت به کشتار چیاکولی انجامید.

## جنگ اول مافیا
این درگیری با مشاجره بر سر محموله گمشده هروئین و قتل کالچدونیو دی پیسا - متحد خانواده گرکو - در دسامبر ۱۹۶۲ شعله ور شد. خانواده گرکو، برادران آنجلو و سالواتوره لا باربرا را مسئول این حمله میدانستند.
کشتار چیاکولی این جنگ مافیا را به جنگی علیه مافیا تبدیل کرد که به نخستین اقدامات هماهنگ ضد مافیا توسط دولت ایتالیا در دوران پس از جنگ انجامید. در مدت ده هفته، ۱۲۰۰ مافیوز دستگیر شدند که بسیاری از آنها برای پنج تا شش سال از گردونه فعالیت خارج شدند. کمیسیون مافیای سیسیل منحل شد و بسیاری از مافیوزهای فراری از جمله توماسو بوشتا به کشورهای آمریکا، کانادا، آرژانتین، برزیل و ونزوئلا گریختند. سالواتوره "چیچیتدو" گرکو به کاراکاس در ونزوئلا فرار کرد.
این فجایع پارلمان ایتالیا را بر آن داشت تا در دسامبر ۱۹۶۲ قانون تشکیل کمیسیون ضد مافیا را تصویب کند. این کمیسیون در ۶ ژوئیه ۱۹۶۳ اولین جلسه خود را برگزار کرد و گزارش نهایی خود را در سال ۱۹۷۶ ارائه داد.

## مرتکبان حادثه
بر اساس شهادت توماسو بوشتا که در سال ۱۹۸۴ به همکاری با مقامات قضایی روی آورد، میکله کاواتایو، رئیس مافیای محله آکواسانتا در پالرمو، مسئول بمب گذاری چیاکولی بود. کاواتایو در دهه ۱۹۵۰ در جنگ با خانواده گرکو بر سر کنترل بازار عمده فروشی شکست خورده بود. او با قتل کالچدونیو دی پیسا قصد داشت خانواده لا باربرا را به عنوان مقصر جلوه دهد تا جنگ داخلی میان خاندان های مافیا شعله ور شود. او سپس با بمب گذاری ها و قتل های بیشتر، این درگیریها را تشدید کرد.  
اعدام انتقامجویانه کاواتایو  
کاواتایو در ۱۰ دسامبر ۱۹۶۹ در ویاله لازیو پالرمو به ضرب گلوله کشته شد. این ترور به عنوان انتقام وقایع ۱۹۶۳ توسط یک تیم ترور مافیا انجام شد که اعضای آن شامل:  
- برناردو پروونزانو  
- کالوجرو باگارلا (برادر بزرگتر لیولوکا باگارلا و داماد توتو رینا)  
- امانوئل دآگوستینو از خانواده استفانو بونتاده  
- گائتانو گرادو  
- دامیانو کاروزو (از نیروهای جوزپه دی کریستینا، رئیس مافیای ریزی)  
این حمله به کشتار ویاله لازیو معروف شد.  
تصمیم جمعی مافیا برای حذف کاواتایو  
چندین رهبر ارشد مافیا به پیشنهاد سالواتوره "چیاچیتدو" گرکو تصمیم به حذف کاواتایو گرفتند. گرکو در نهایت نظریه بوشتا درباره نقش کاواتایو در آغاز جنگ اول مافیا را پذیرفته بود. ترکیب تیم ترور، طبق گفته بوشتا، نشاندهنده تایید جمعی این ترور توسط تمام خاندان های بزرگ مافیای سیسیل بود. حضور نمایندگانی از خانواده های مختلف (از کورلئونه تا پالرمو و ریزی) نشان دهنده اجماع گسترده برای پایان دادن به اختلافات داخلی بود.  
کشتار ویاله لازیو پایان دوره "صلح مافیایی" بود که از زمان کشتار چیاکولی برقرار شده بود. این ترور نقطه عطفی در تاریخ مافیای سیسیل محسوب میشود، چرا که نشان داد حتی روسای مافیا نیز از مجازات در امان نیستند.

## کشتار ویلاباته
در همان روز کشتار چیاکولی (۳۰ ژوئن ۱۹۶۳)، حمله دیگری با بمب خودرویی در شهر ویلاباته رخ داد که منجر به کشته شدن دو غیرنظامی به نام‌های جوزپه تزارو و پیرو کانیزارو شد.  
این حادثه که همزمان با کشتار چیاکولی اتفاق افتاد، نشان‌دهنده اوج خشونت‌های جنگ اول مافیا در آن دوره بود. اگرچه کشتار ویلاباته به اندازه حادثه چیاکولی مورد توجه رسانه‌ها قرار نگرفت، اما بخشی از همان موج ترورها و بمب‌گذاری‌های سازمان‌یافته بین خاندان‌های رقیب مافیا محسوب می‌شد.  

## قربانیان کشتار چیاکولی
۱. از نیروی کارابینیری:
   - ماریو مالائوسا
   - سیلویو کورائو  
   - کالوژرو واکارو  
   - اوجنیو آلتوماره  
   - ماریو فاربلی  
۲. از ارتش ایتالیا:
   - پاسکواله نوچیو  
   - جورجو چیچی  
این هفت افسر در حالی جان باختند که برای خنثی‌سازی یک بمب خودرویی که توسط مافیوزها کار گذاشته شده بود، به محل حادثه اعزام شده بودند. مرگ آن‌ها موجی از خشم عمومی را برانگیخت و نقطه عطفی در مبارزه با مافیای سیسیل شد.